# Bilicenii Vechi
Bilicenii Vechi (ryska: Старые Биличены) är en ort i Moldavien. Den ligger i distriktet Sîngerei, i den centrala delen av landet, norr om floden Ciulucul Mare. Bilicenii Vechi ligger 121 meter över havet och antalet invånare är 15 479.
Terrängen runt Bilicenii Vechi är platt. Trakten runt Bilicenii Vechi består till största delen av jordbruksmark.